# Leuconitocris delecta
Leuconitocris delecta é uma espécie de escaravelho da família Cerambycidae.  Foi descrito por Charles Joseph Gahan em 1909.  É conhecida a sua existência na República do Congo, a República Democrática do Congo, a República Centroafricana, Quénia, e Uganda.  Contém a variedade Leuconitocris delecta var. nigripennis.